# 指柱兰
指柱兰（学名：Stigmatodactylus sikokianus）为兰科叉柱兰属下的一个种。